# بروتوكول الدردشة عبر الإنترنت
بروتوكول الدردشة عبر الإنترنت (بالإنجليزية:  Internet Relay Chat IRC)‏ هو نظام تراسل فوري يقوم نظامه حول خوادم منتشرة عبر العالم وكل خادم يحتوي عدد معين من القنوات، بالإضافة إلى المحادثة الجماعية يتوفر في الآي آر سي نظام للدردشة الخاصة ونظام لنقل الملفات يعرف باسم إكس دي سي سي.
اعتبارا من مايو 2009، أصبحت أكبر 100 شبكة آي آر سي حول العالم تستقبل أكثر من نصف مليون شخص في نفس الوقت بعدد غرف يقدر بمئات الآلاف (تصنف كلها كشاغرة أي يتواجد فيها 5 مستخدمين على الأقل) و1.500 خادم إنترنت مخصص لهذا الغرض.
الترميز الأكثر شيوعا في قنوات الآي آر سي هو اليونيكود UTF-8 ولكن يستثنى من ذلك بعض الخوادم التي تحدد تراميز خاصة (تكون خاصة بتراميز ويندوز أو غيرها)، ولذلك قد يضطر المستخدمون إلى تغيير ترميزهم في كل مرة يدخلون إلى ذلك الخادم المعين.

## تاريخ الآي آر سي
تم ابتكار الآي آر سي من طرف جاركو أويكارينن في أغسطس 1988 كحل بديل لبرنامج MUT الذي كان يعمل على شبكة BBS الموجودة في مدينة أولو الفلندية.
يقول جاركو أنه لا يذكر تاريخ ميلاد الآي آر سي جيدا ولكنه يؤكد أنه كان في أواخر شهر أغسطس من العام 1988.
كان يعمل جاركو في جامعة أولو في قسم معالجة المعلومات حيث كان يدير خادوم صن. وحسبما يقول أن هذا لم يأخذ الكثير من وقته. ثم بدأ بعمل برنامج اتصالات يجعل من أولوبوكس (وهو منفذ BBS كان يعمل على استضافة tolsun.oulu.fi ويدار من قبل جاركو) أسهل في الاستخدام. وكان الهدف السماح بالدردشة في الوقت الحقيقي (مراسلة فورية) بين مستخدمي الشبكة فيما يشبه قنوات الآي آر سي الموجودة حاليا. ثم قام أحد زملاء جاركو ويسمى جوكا بيهل بكتابة برنامج للدخول إلى أولوبوكس وكان يسمى MUT اختصار إلى MultiUser Talk، ولكن البرنامج كان مليء بالمشاكل ولم يكن يعمل جيدا، ومن أجل تصحيح هذا بدأ جاركو ما يسمى الآن بالآي آر سي، أو كما يسميه تاريخ ميلاد الآي آر سي والذي يجهل تاريخ بدأه بالضبط.
عندما بدأ الآي آر سي كان يضم أكثر من 10 مستخدمين بقليل.

## الجانب التقني
الآي آر سي هو بروتوكول مفتوح يستعمل تي.سي.بي وفي بعض الأحيان يستعمل نظام أمن الاتصالات. بحيث خادوم الآي آر سي الواحد يمكن أن يتصل ويرتبط مع خوادم آي آر سي أخرى. يحتاج مستعمل الآي آر سي إلى برنامج خاص للاتصال بخادم معين، هناك الكثير من هذه البرامج المتخصصة أو المتعددة البروتوكولات.

## أوامر الآي آر سي
الآي آر سي قائم على سطر الأوامر، حيث يعتمد على إرسال أوامر كتابة إلى بوتات متخصصة على الخادم تكون أسمائها في العادة (ChanServ، HostServ، NickServ، MemoServ. إلخ) ثم تلقي النتائج. تبدأ أوامر الآي آر سي دائما بالعلامة المائلة (/) وغالبا ما يفصل بين الأوامر بالفراغات الكتابية مثل (/nick Wikipedian) وإلى ما ذلك.

## الأعلام الخاصة بالآي آر سي
أعلام الآي آر سي (IRC flags) هي مجموعة من الخصائص تضاف إلى قناة الآي آر سي لتسهيل أو منع الوصول للقناة أو احتكار الوصول على مجموعة معينة. وكذلك منح إميازات معينة مثل درجة الصولجان (voice) ودرجة نصف الملك (HalfOp) وغيرها. ويملك إدارة هذه الميزات أصحاب القنوات أو إداريي الخوادم حسب درجتها. وهي تنقسم إلى نوعين أعلام الأعضاء وأعلام القنوات.
| انماط (rfc1459) المعيارية | انماط (rfc1459) المعيارية                                                               | انماط (rfc1459) المعيارية                        | انماط (rfc1459) المعيارية                                                                                                 | انماط (rfc1459) المعيارية | انماط (rfc1459) المعيارية                                                                                        | انماط (rfc1459) المعيارية |
| أعلام المستخدمين          | أعلام المستخدمين                                                                        | أعلام القنوات                                    | أعلام القنوات | أعلام القنوات             | أعلام القنوات |                           |
| الحرف                     | وصف                                                                                     | الحرف                                            | الرمز | المعيار أو القيمة         | وصف |                           |
| ------------------------- | --------------------------------------------------------------------------------------- | ------------------------------------------------ | --- | ------------------------- | --- | ------------------------- |
| i                         | خفي - أي لا يمكن رؤية اسمه إلا عن طريق التواجد معه في قناة مشتركة أو معرفة الاسم بالضبط | o                                                | @ | اسم المستخدم المتأثر      | مشغل القناة - ويمكن له تعديل أنماط القناة وطرد المستخدمين من القناة ومنعهم وأشياء أخرى.                          |                           |
| s                         | استلام ملاحظات من الخادم                                                                | p                                                | بلا | بلا                       | قناة خاصة - يتم عرضها في قائمة قنوات الخادم ك "prv" طبقا لمعايير (rfc1459)                                       |                           |
| w                         | استلام رسائل وهي رسائل يرسلها الخادم للمدراء أو يتم تبادلها بين مدراء لخادم wallops     | s                                                | بلا | بلا                       | قناة سرية - لاتظر في قائمة قنوات الخادم ولا عند عمل whois على المستخدم إلا عند التواجد مع المستخدم في نفس القناة |                           |
| o                         | صاحب هذه العلامة لديه صلاحية مدير داخل خادم الآي آر سي                                  | i                                                | بلا | بلا                       | فقط للمدعوين - لا يمكن للمستخدمي دخول هذه القناة إلا إذا تمت دعوتهم من قبل شخص موجود أصلا في القناة              |                           |
|                           |                                                                                         | t                                                | بلا | بلا                       | فقط مشغل القناة يمكنه تغيير "موضوع" القناة                                                                       |                           |
| n                         | بلا                                                                                     | بلا                                              | لا يمكن للمستخدمي إرسال رسائل إلى داخل القناة وهم خارج القناة                                                             |                           | |                           |
| m                         | بلا                                                                                     | بلا                                              | Channel is moderated (only those who hold operator or voice status on the channel can send messages to it)                |                           | |                           |
| l                         | بلا                                                                                     | تحديد العدد                                      | تحديد عدد المستخدمين الذين يمكنهم دخول القناة - وعندما يصل المستخدمون في القناة للعدد المعين لا يمكن لأي شخص جديد الدخول) |                           | |                           |
| b                         | بلا                                                                                     | Ban mask (nick!user@host with wildcards allowed) | Bans آي آر سيs from channel                                                                                               |                           | |                           |
| v                         | +                                                                                       | Name of affected user                            | Gives a user voice status on channel (see +m above)                                                                       |                           | |                           |
| k                         | None                                                                                    | New channel key                                  | Sets a channel key such that only users knowing the key can enter                                                         |                           | |                           |

## شبكات الآي آر سي
منذ ظهور الآي آر سي ظهرت العديد من الشبكات (موقع آي آر سي يضم العديد من الخوادم) وتتباين هذه المواقع من حيث تخصصها وشهرتها وعدد القنوات والمستخدمين المسجلين لديها.

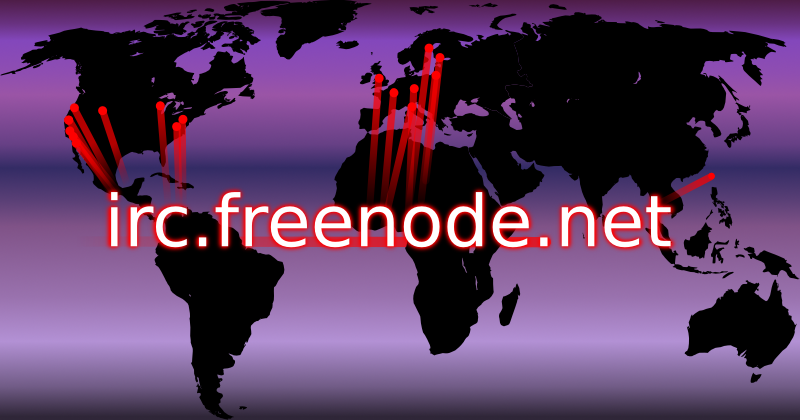
كمثال: هذه الخريطة تبين أماكن تواجد خوادم شبكة فرينود حول العالم

يمكن الدخول إلى أي شبكة عن طريق كتابة سطر نصي بهذه الشاكلة: irc://irc.network.example:port/channel.

### أشهر شبكات الآي آر سي

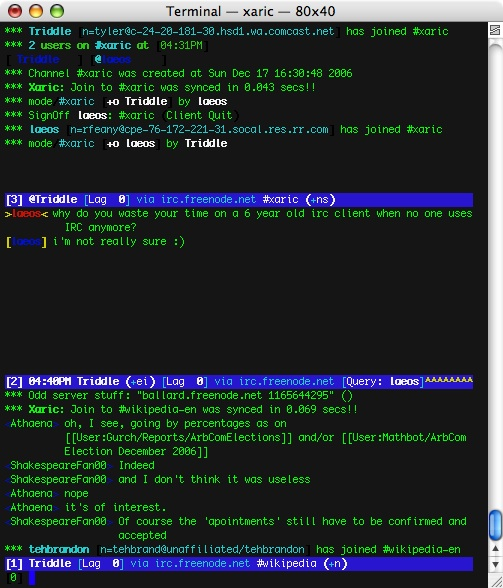
صورة لبرنامج طرفية يشغل الآي آر سي في نظام ماك

هذه قائمة بأشهر 10 شبكات آي آر سي عالميا (الترتيب يعتمد على عدد القنوات وعدد المستخدمين الذي يدخلون يوميا).
- كويكنت: وهي الشبكة الأكثر والأشهر عالميا تحتوي ما يقارب 95.000 قناة وأكثر من 100.000 مستخدم مسجل.[11]
- يندرنت: 21.007 قناة وأكثر من 97.000 مستخدم مسجل.[12]
- آي آر سي نت: حوالي 15.000 قناة وأكثر 83.000 مستخدم مسجل.[13]
- إفنت: تعتبر هذه الشبكة من أقدم شبكات الآي آر سي بها 15.038 قناة وحوالي 53.000 مستخدم مسجل.[14]
- فرينود: 7.114 قناة وأكثر من 46.000 مستخدم مسجل، هذه الشبكة متخصصة في المشاريع التعليمية والمفتوحة.[15][16]
- دالنت: كانت هذه الشبكة من أكبر الشبكات في السابق ولكنها تعرضت في سنة 2001 إلى هجمات DosS في سنة 2001 مما أدى إلى انفصال أكبر الخوادم وهو Twisted وحاليا يوجد في الشبكة 16.220 قناة وأكثر من 27.500 مستخدم مسجل.[17]
- جيمسرج: 19.017 قناة وأكثر من 19.000 مستخدم مسجل، شبكة متخصصة في الألعاب.[18]
- ويب شات: 2.286 قناة وحوالي 15.000 مستخدم مسجل.
- ريزون: 4.653 قناة وأكثر من 14.500 مستخدم مسجل، وهي شبكة أغلب قنواتها عبارة عن قنوات فرق ترجمة الأنمي، ويوجد بها الكثير من بوتات XDCC.[19]

### خوادم الآي آر سي
الشبكات الأشهر تعتمد على خوادم منتشرة حول العالم وهذه الخوادم جميعها مرتبطة بنفس الخدمة (دردشة الآي آر سي) بحيث كل مستخدم يرتبط بالخادم الأقرب (أو الموجود) في بلده للحصول على الأداء الأفضل. الشكل المقابل يوضح ذلك.

هذا الشكل يوضح كيفية إتصال عملاء الآي آر سي بالخوادم التي تتصل بالخدمة مباشرة

## برمجيات الآي آر سي

### العملاء
أغلب مستخدمي الآي آر سي يتصلون بالخوادم عن طريق برنامج خاصة تسمى عملاء الآي آر سي، هذا البرنامج يأخذ البيانات الخام للآي آر سي ويحولها إلى واجهة سهلة الاستعمال للدردشة.

هناك الكثير من برمجيات الآي آر سي وفي كل أنظمة التشغيل منها التي تملك واجهة رسومية ومنها من تعمل من الطرفية (سطر الأوامر). برنامج الآي آر سي الأكثر انتشارا على الإطلاق حاليا هو إم آي آر سي، وهو برنامج رسومي يعمل على نظام ويندوز.

### البوتات
يمكن تشغيل بوتات الآي آر سي للقيام بوظائف متعددة مثل تحميل الملفات، القيام بعمليات الحسابية ومعرفة الوقت وغيرها من المهام التي يمكن برمجتها أو تشغيل برامج خاصة بهذه البوتات.